# رمز تعبير
رمز تعبير أو رمز عبارة في ميكانيكا الكم (بالإنجليزية: Term symbol) هو رمز استخدمه «راسل» و «ساندرس»  للتعبير واختصار أعداد كم العزم الزاوي في ذرة تحتوي على عدد كبير من الإلكترونات. ثم عممت تلك الرموز على العبارات الذرية الأخرى لوصف مستوى طاقة معين لتوزيع الإلكترونات. وتراعي تلك الرموز أيضا الترابط المغزلي المداري LS coupling . وقد توصل العالم الألماني «هوند » أيضا إلى رمز للتعبير عن الحالة القاعية لذرة، وهو يُعرف ب قاعدة هوند.

## الرموز

انقسام بنية فائقة الدقة لمستويات الطاقة لذرة الهيدروجين (مقياس رسم اختياري للتوضيح).

تستخدم رموز التعبيرات لتمييز مستويات الطاقة في الذرات والجزيئات.
من أمثلة تلك الرموز في الطبيعة الذرية الرمز {\displaystyle {}^{2S+1}\!L_{J}} ، وهو يتكون من أعداد كم ل:
- الزخم المداري الإلكتروني الكلي {\displaystyle L\!\,}
- العزم المغزلي الكلي {\displaystyle S\!\,} وبالتالي التعددية {\displaystyle 2S+1\!\,}
- عدد كم الزخم الزاوي الكلي  {\displaystyle J\!\,} ; ويمكن أن يتخذ القيم: {\displaystyle J=|L-S|,|L-S|+1,...,L+S-1,L+S}. حيث أن الزخم المداري الكلي يتشابك مع الزخم المغزلي الكلي للإلكترونات في الذرة، ويمكن لمحصلتهما {\displaystyle J\!\,} اتخاذ أعداد الكم المبينة. يناء على ذلك فتكون {\displaystyle J\!\,} لأيضا كمومية ويمكن أن تتخذ القيم 1/2، 1، 3/2، 2، 5/2 . . . إلخ.

ولأسباب تاريخية تم اختيار لكل عدد كمومي {\displaystyle L\!\,} = 0, 1, 2, 3, 4, 5, 6, 7, ... حرفا كتابيا: S, P, D, F, G, H, I, K, ... , على التوالي، أي:
L = 0 ← S
L = 1 ← P
L = 2 ← D
وهكذا،
حيث لا يستخدم الحرف J , حتى لا يُختلط بينه وبين الزخم الزاوي الكلي J  .
تطبيق على الهيدروجين:
من الامثلة التي توضح المسألة رمز عبارة المستوى القاعي للإلكترون في ذرة الهيدروجين، نكتب:
2S1/2, حيث يعني العدد 2 المرفوع إلى اليسار التعددية
(2S+1 حيث S = ½), ويعني الرمز  S زخم مداري إلكتروني L=0  ، وإلى اليمين نجد  ½ وهو الزخم الزاوي الكلي J .
ومن رموز عبارة في الفيزياء النووية
{\displaystyle I^{\pm }} الذي يعطي الزخم الزاوي للنواة
{\displaystyle I\!\,} ، والرمز المكتوب عاليا الذي يعطي تناظر الدالة الموجية عند انعكاسها (تكافؤ (فيزياء).
وتستخدم رموز العبارات منذ تبين من خلال نموذج بور للذرة أن الرمزين الرياضيين في صيغة ريدبرغ الذي يعطي الفرق بينهما انبعاث كم ضوئي، وتكون طاقته الفرق بين مستويي الطاقة لحالتي الإلكترون قبل القفز من مستوى طاقة عالي إلى مستوى طاقة سفلي.

## رمز التكافؤ الفيزيائي
يحسب التكافؤ الفيزيائي بالمعادلة:
{\displaystyle P=(-1)^{\sum _{i}l_{i}}\ ,\!}
حيث
li اعداد الكم المداري لجميع الإلكترونات في الذرة. وفي الواقع تساهم الإلكترونات الموجودة في مدارات ذات عدد فردي في التكافؤ الكلي: فوجود عدد فردي للإلكترونات في مدار فردي (تلك المدارات التي تكون فيها l عددا فرديا مثل المدارات p و f و...)
فيكون لها رمز فردي، بينما إذا كان عدد الإلكترونات عددا زوجيا في مدارات فردية فيكون لها رمز بعدد زوجي، بصرف النظر عن عدد الإلكترونات الموجودة في مدارات زوجية.
فإذا كان التكافؤ عددا فرديا odd فيكتب إلى جانب رمز التكافؤ "o", وخلاف ذلك فإنه لا يكتب:
فيكون 2Po
½ تكافؤه فردي، بينما 3P0 فتكافئه زوجي.
أو في البلاد التي تكتب باللغة الألمانية، فقد تستخدمون رموزا اخري للتكافؤ مثل:
"g" أو "u", وهما يعنيان gerade (بالإلمانية «زوجي») أو ungerade ('فردي '). وقد نجد رمــز التكافؤ في الكتب اللألمانية كالآتي:
2P½,u للتكافؤ الفردي و 3P0,g للتكافؤ الزوجي.

## رمز ذرة الكربون
بصفة عامة يرجع تاريخ الأربعة حروف الأولي (S, P, D, F) إلى تمييز خطوط الطيف بالحروف المستخدمة للمدارات (s, p, d, f)، وكانت تعني اختصارات لهيئة الخط الطيفي:
sharp , principal, diffuse, fundamental
وأما الحروف التالية لهم فقد أُكْمِلَت بحسب الترتيب الأبجدي. وعندما نستخدمها لوصف الحالات الإلكترونية في ذرة فإن رمز التعبير يتبّع في العادة توزيع الإلكترونات، أي أن في حالة الكربون تكون الحالة القاعية:
1s22s22p2 3P0 .
ويدل العدد 3 العلوي على حالة العزم المغزلي وهي هنا حالة ثلاثية، وبالتالي:
(S = 1 (2S + 1 = 3 
و P هو رمز التكافؤ للقيمة L = 1، و 0 هو قيمة J.
(تفسير: 1s22s22p2 3P0.
لذرة الكربون 6 إلكترونات، وهي موزعة كالآتي:
إلكترونان في الحالة 1s
إلكترونان في الحالة التالية 2s
إلكترونان في الحالة 2p
ثم يكتمل الرمز بإعطاء التكافؤ 3P0).

## اقرأ أيضا
- مبدأ أوفباو
- كم (فيزياء)
- عدد كمي
- عدد كم مداري
- خطوط طيف الهيدروجين
- ذرة الهيدروجين
- مخطط عبارات